# Uszty-isimi járás

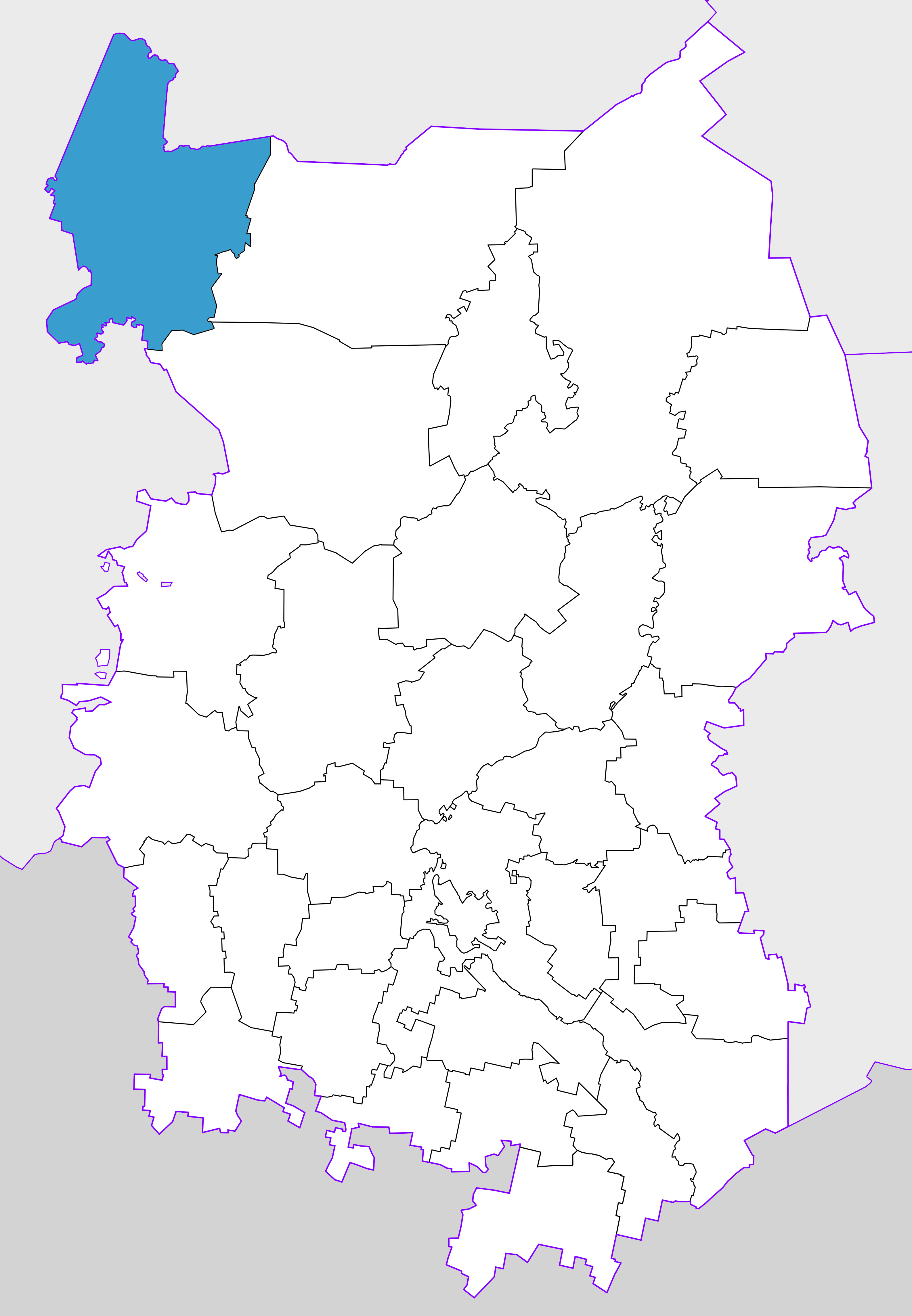
Az Uszty-isimi járás az Omszki területen

Az Uszty-isimi járás (oroszul Усть-Ишимский район) Oroszország egyik járása az Omszki területen. Székhelye Uszty-Isim.

## Népesség
- 1989-ben 21 670 lakosa volt.
- 2002-ben 16 479 lakosa volt, melynek 70,6%-a orosz, 25,3%-a tatár, 1,2%-a ukrán, 1,1%-a német, 0,6%-a csuvas.
- 2010-ben 13 480 lakosa volt, melynek 71,8%-a orosz, 24,3%-a tatár, 0,8%-a német, 0,7%-a ukrán, 0,1%-a kazah.